# Bozeman
Bozeman város az USA Montana államában, Gallatin megyében, melynek megyeszékhelye is. Lakosainak száma 53 293 fő (2020. április 1.).

## Népesség
A település népességének változása:
| Lakosok száma | 168  | 894  | 2143 | 3419 | 5187 | 37 280 | 53 293 |
|               | 1870 | 1880 | 1890 | 1900 | 1910 | 2010   | 2020   |